# Dobrojewo (województwo wielkopolskie)

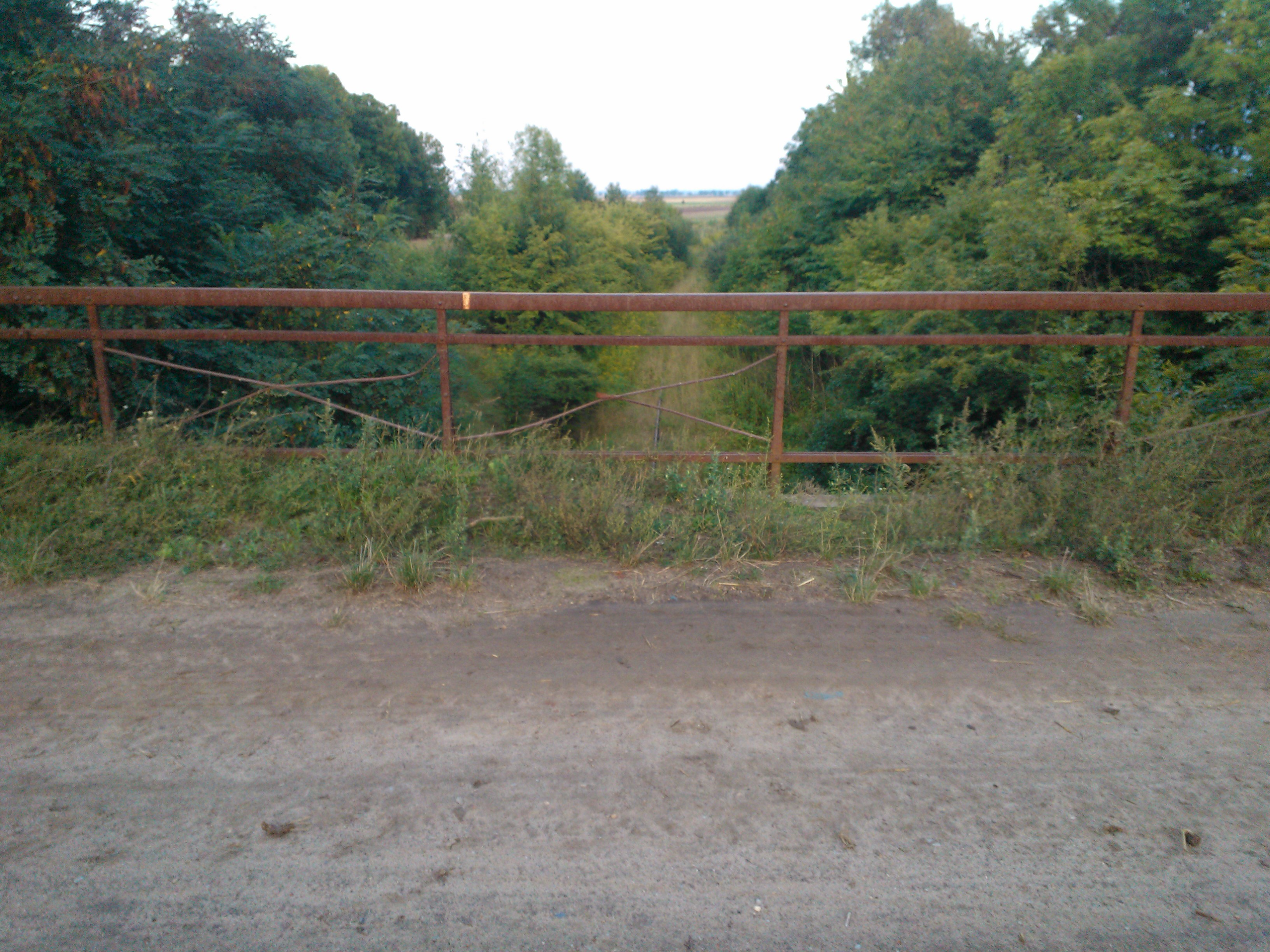
Dobrojewo, wiadukt na torami kolejowymi na nieczynnej linii do Międzychodu

Dobrojewo – wieś w Polsce, położona na Pojezierzu Poznańskim.

## Położenie
Leży w województwie wielkopolskim, w powiecie szamotulskim, w gminie Ostroróg (około 3 kilometry na północny zachód od Ostroroga) i jest jej największą wsią. Wieś Dobrojewo położona jest przy drodze wojewódzkiej nr 184 oraz nieczynnej linii kolejowej Szamotuły – Międzychód. Wieś Usytuowana jest w odległości 48 km na północny zachód od Poznania. Na południe od wsi rozciąga się kompleks leśny, przez który przebiega znakowany żółty szlak pieszy z Ostroroga do Sierakowa. Na północ od wsi przepływa rzeka Ostroroga, a dalej, około 10 km rzeka Warta, za którą rozpoczynają się lasy Puszczy Noteckiej.

## Historia
Miejscowość związana była historycznie z Wielkopolską. Istnieje co najmniej od drugiej połowy XIV wieku i ma średniowieczną metrykę. Pierwszy zachowany zapis pochodzi z łacińskiego dokumentu z 1391 gdzie odnotowano ją pod nazwą „Dobrugewo, 1396 Dobruewo, 1401 Dobroyewo, 1423 Dobrogewo, 1434 Dobrouyewo, 1450 Dobrugiewo, 1475 Dobrugowo, 1499 Dobrugyewo, 1563 Dobrziewo”.
Okolice miejscowości były zasiedlone jednak już wcześniej niż odnotowały to zachowane zapisy historyczne. We wsi na wydmie piaszczystej archeolodzy znaleźli siekierkę oraz dłuto krzemienne.
Początkowo miejscowość była wsią szlachecką należącą do lokalnej wielkopolskiej szlachty polskiej z rodu Dobrujewskich, którzy od nazwy wsi przyjęli odmiejscowe nazwisko, a później także do Ostrorogów herbu Nałęcz, Bukowieckich. Od 1320 leżała w Zjednoczonym Królestwie Polskim, a od 1380 w powiecie poznańskim województwa poznańskiego w Koronie Królestwa Polskiego. W 1508 i 1510 odnotowana w parafii Ostroróg.
Pierwszy zachowany zapis o wsi pochodzi z dokumentu z 1391 i odnotowuje Wańka z Dobrojewa, który prawdopodobnie był miejscowym kmieciem. W latach 1396–1401 odnotowany został Adlart z Dobrojewa Dobrujewski, noszący odmiejscowe nazwisko utworzone od nazwy wsi. Odnotowany został jako zmarły około 1412. W latach 1397–1403 wspomniany został syn Adlarta Święszek Dobrujewski, którego w 1407 wspomniano jako zmarłego. W 1403, 1411 odnotowano dwóch innych synów Adlarta – Stanisława i Mikołaja, którzy byli właścicielami w Dobrojewie i Dziadkowie w powiecie gnieźnieńskim.
W latach 1407–1412 wspomniano dzieci Święszka: Stanisława, Mikołaja, Świętosława i Annę, którzy toczyli spór sądowy z Dzierżką z Bobolczyna i Męką z Biezdrowa o połowę Dobrojewa. W 1412 dowodzili oni, że ich dziad i ojciec Adlart i Święszek przed procesem przez 30 lat spokojnie posiadali połowę spornej wsi. W 1423 (według zachowanej kopii z lat 1488–1492) wieś płaciła dziesięcinę snopową oraz z lnu dla prebendy zwanej „Oporowo” w katedry poznańskiej. W 1510 dla tej prebendy pobierano z łanów kmiecych dziesięcinę snopową oraz pieniądze za len, opłatę zwaną meszne z tych łanów, owies dla prepozyta, żyto dla mansjonarzy w Ostrorogu, a także dla nich dziesięcinę snopową z miejscowego folwarku.
W 1434 woźny sądu ziemskiego zapowiedział dziedziny wojewody poznańskiego Sędziwoja z Ostroroga, a wśród nich miasto Ostroróg, a także okoliczne wsie w tym m.in. Dobrojewo. W 1445 podstoli kaliski Stanisław oraz kasztelan kamieński Dobrogost Ostroróg bracia niedzielni z Ostroroga zapisali Maciejowi plebanowi w Chrzypsku na wsi Dobrojewo 10 grzywien czynszu rocznego od sumy 120 grzywien. W 1450 podkomorzy kaliski Mikołaj z Brudzewa, burgrabia poznański Jan z Soboty oraz kasztelan kamieński Dobrogost z Ostroroga zapisali Gotardowi z Przyborowa koło Szamotuł 25 grzywien i 7 złotych węgierskich czynszu rocznego na wsiach Dobrojewo, Wierzchucino (obecnie Wierzchocin) oraz Chojno z zastrzeżeniem prawa wykupu.
W 1465 Dobrojewo znajdowało się w dobrach wojewody poznańskiego Stanisława Ostroroga herbu Nałęcz. W 1475 sprzedał on szpitalowi św. Ducha we Lwówku 36 złotych węgierskich czynszu rocznego na mieście Ostroróg oraz na wsiach Wielinie (obecnie Wielonek i Dobrojewo za 391,5 złotych węgierskich i 28 grzywien szer. półgroszy z zastrzeżeniem prawa wykupu. Ponownie ten czynsz został wykupiony w 1485. W 1502 Wacław oraz Stanisław Ostrorogowie, bracia niedzielni, sprzedali kapitule poznańskiej 50 złotych węgierskich czynszu rocznego na mieście Ostroróg wraz z wsiami, a w tym m.in. na Dobrojewie, za 725 złotych węgierskich z zastrzeżeniem prawa wykupu.
W 1423 odnotowano we wsi 14 łanów. W 1475 i 1499 Dobrojewo zostało odnotowane w wykazach zaległości podatkowych. W 1508 mieł miejsce pobór podatków we wsi z 13 łanów, a w 1510 z 8 łanów. W 1510 odnotowano miejscowy folwark, 13 łanów osiadłych, jeden łan opuszczony oraz młyn zbożowy. W 1563 i 1577 ponownie wspomniano folwark dobrojewski. W 1580 płatnikiem poboru podatkowego był Joachim Bukowiecki, który zapłacił podatki od 10 zagrodników, dwóch kolonistów (łac. „coloni”) oraz jednego pasterza wypasającego 48 owiec.
Wieś szlachecka Dobrujewo położona była w 1580 roku w powiecie poznańskim województwa poznańskiego w Rzeczypospolitej Obojga Narodów. Od 1718 roku wieś należała do Macieja Malechowskiego, a od 1744 do 1939 roku do Kwileckich. Wskutek II rozbioru Polski w 1793, miejscowość przeszła pod władanie Prus i jak cała Wielkopolska znalazła się w zaborze pruskim.
W 1848 roku obozowali w miejscowości powstańcy. W XIX wieku właścicielem Dobrojewa był hrabia Stefan Kwilecki, herbu Szreniawa. Majątek obejmował 11 618 mórg i poza Dobrojewem folwarki: Bielejewo, Binino, Nosalewo, Spibieda, Stefanowo oraz leśnictwa Klemensowo i Forestowo. Rozgłos majątkowi Kwileckich przyniosła od 1864 r. owczarnia. W Dobrojewie od 1866 roku eksploatowano również torf prasowany, a roczna produkcja sięgała 4 milionów cegieł. Pod koniec XIX wieku majątek Dobrojewo liczył 950 mieszkańców i 54 dymy. Przeważali katolicy (876) nad ewangelikami (54).
W latach 1975–1998 miejscowość administracyjnie należała do województwa poznańskiego.

## Gospodarka
W Dobrojewie mieściło się państwowe gospodarstwo rolne. W okolicy wsi znajdują się sady.

## Obiekty zabytkowe i historyczne

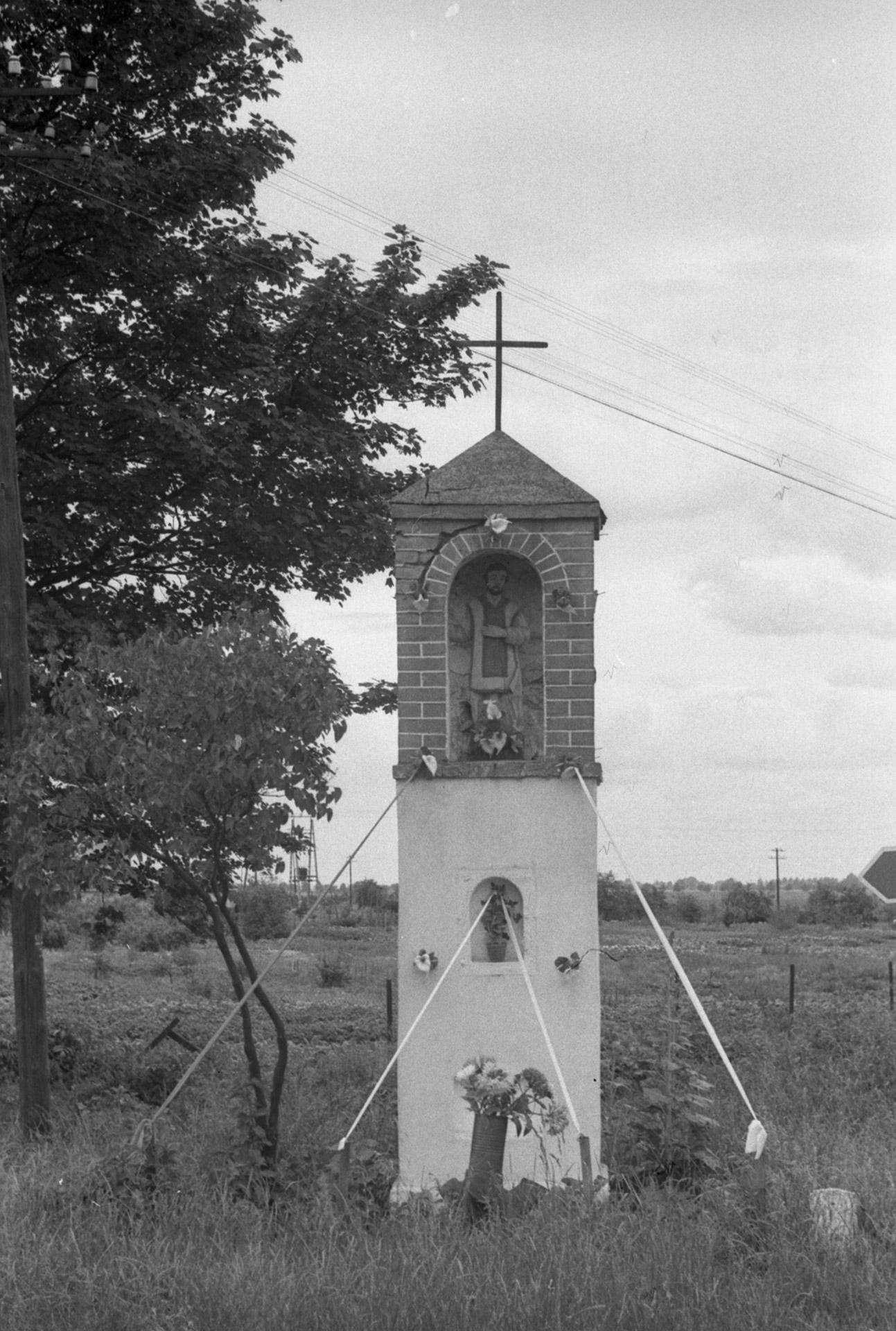
Kapliczka Św. Walentego

Zespół pałacowy i folwarczny (nr rej.: 857/Wlkp/A z 1.06.1968 i z 24.01.2012)

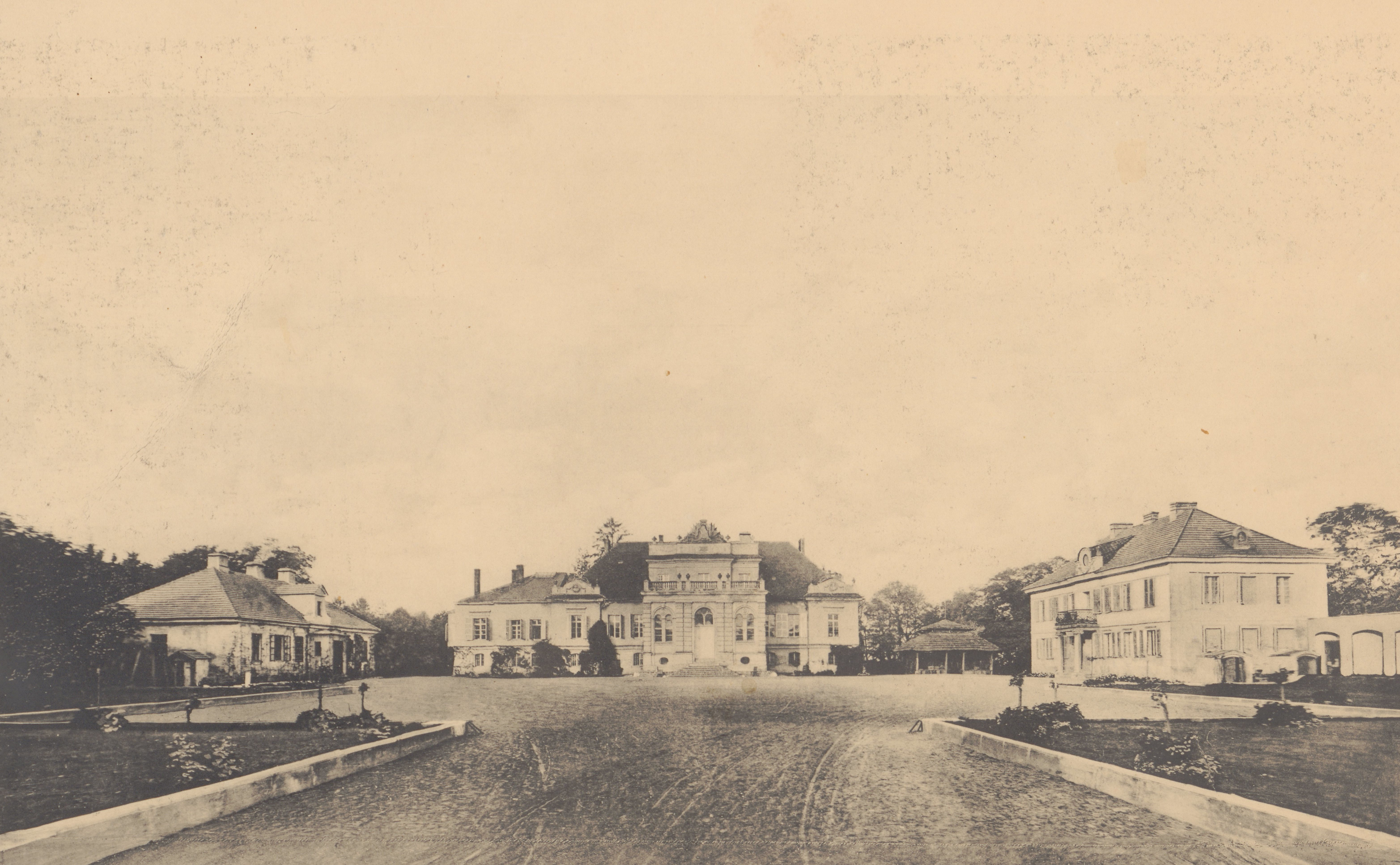
Widok pałacu przed 1912

W południowej części wsi znajduje się zespół pałacowy wzniesiony w XVIII wieku dla Adama Kwileckiego, a następnie przebudowany. W pałacu znajdowały się liczne pamiątki rodowe i duża biblioteka.
Pałac nie przetrwał II wojny światowej, został rozebrany w latach 1941–1942. Z dostępnych źródeł znany jest jednak jego wygląd. Na pałacu znajdowała się tablica fundacyjna z rokiem 1784r, w tym czasie rozpoczęto budowę, która w 1786 r. została ukończona. Prace wewnątrz trwały do 1788 roku Napis na tablicy fundacyjnej głosił: „Za panowania Stanisława Augusta Poniatowskiego, Adam z Kwilcza na Ostrorogu Kwilecki kasztelan P.: Ord. Św. Anny, Św. Stanisława, kawaler, sobie y Potomkom dom ten wystawił 1784”. Budynek był dość duży, parterowy, ale z wysoką piwnicą i piętrową wystawką. Całość o barokowych cechach symetrii i osiowości, co miało nawiązywać do tradycji Wersalu. Ozdobna architektura budynku, jak również bogate i artystyczne wyposażenie wnętrz malowidła, jedwabne tkaniny i tapety zamówione w Berlinie) nadawały mu pałacowych cech. W 1787 r. od strony ogrodu dobudowano portyk kolumnowy.

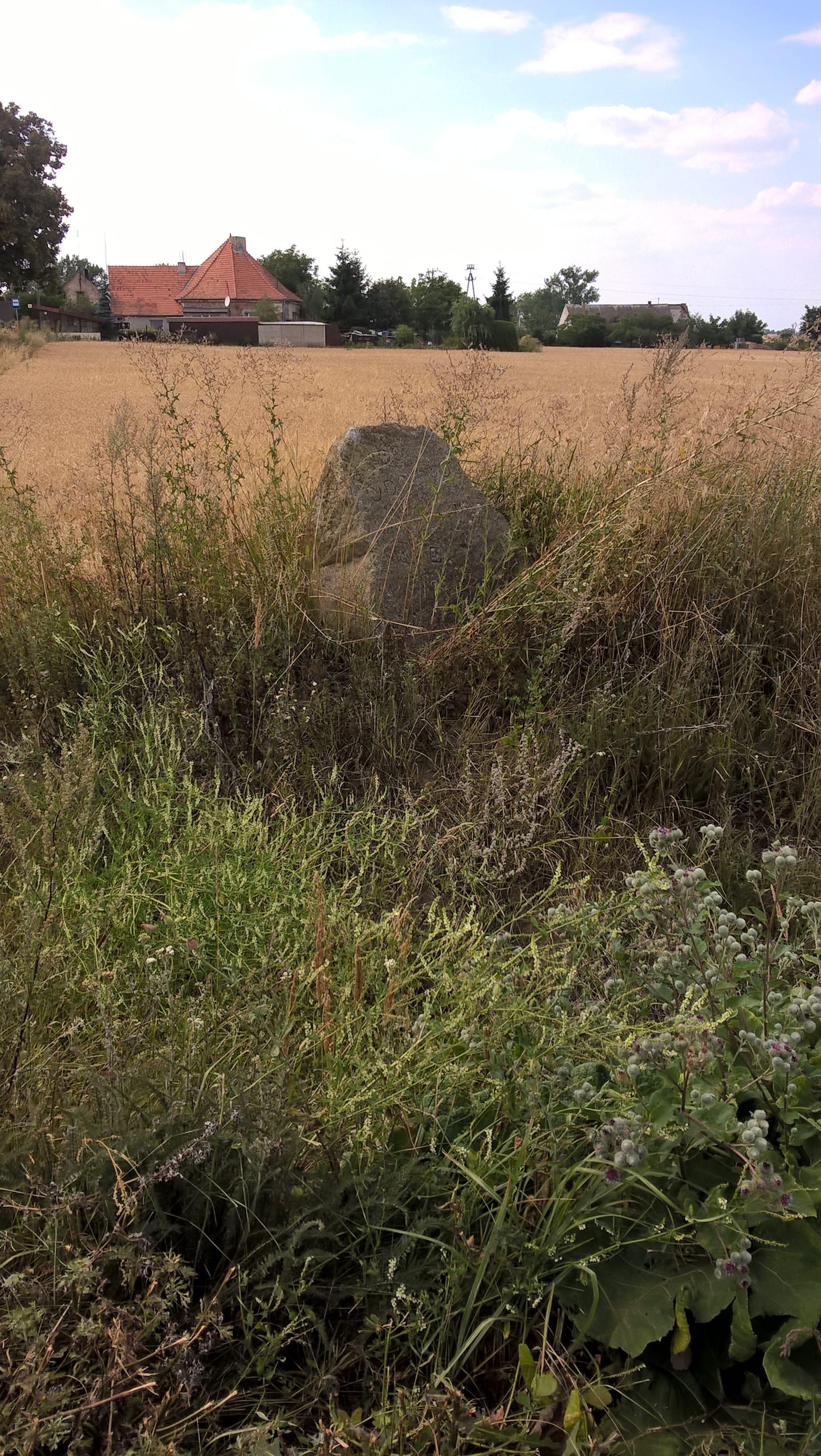
Dobojewo – głaz narzutowy – drogowskaz do Oporowa, w tle dom młynarza

Z zespołu pałacowego zachowały się natomiast dwie oficyny. Po II wojnie światowej w oficynach znajdowały się biura PGR, mieszkania, świetlica, stołówka i przedszkole.
Oficyna Północna – zbudowana w 1784 – 1786, piętrowa, murowana i otynkowana, siedmioosiowa. Dach pokryty dachówką, czterospadowy. Przy wejściu dwie kolumny wspierające balkon. Na dachu ozdobne okno z kamiennymi wazonami po bokach.

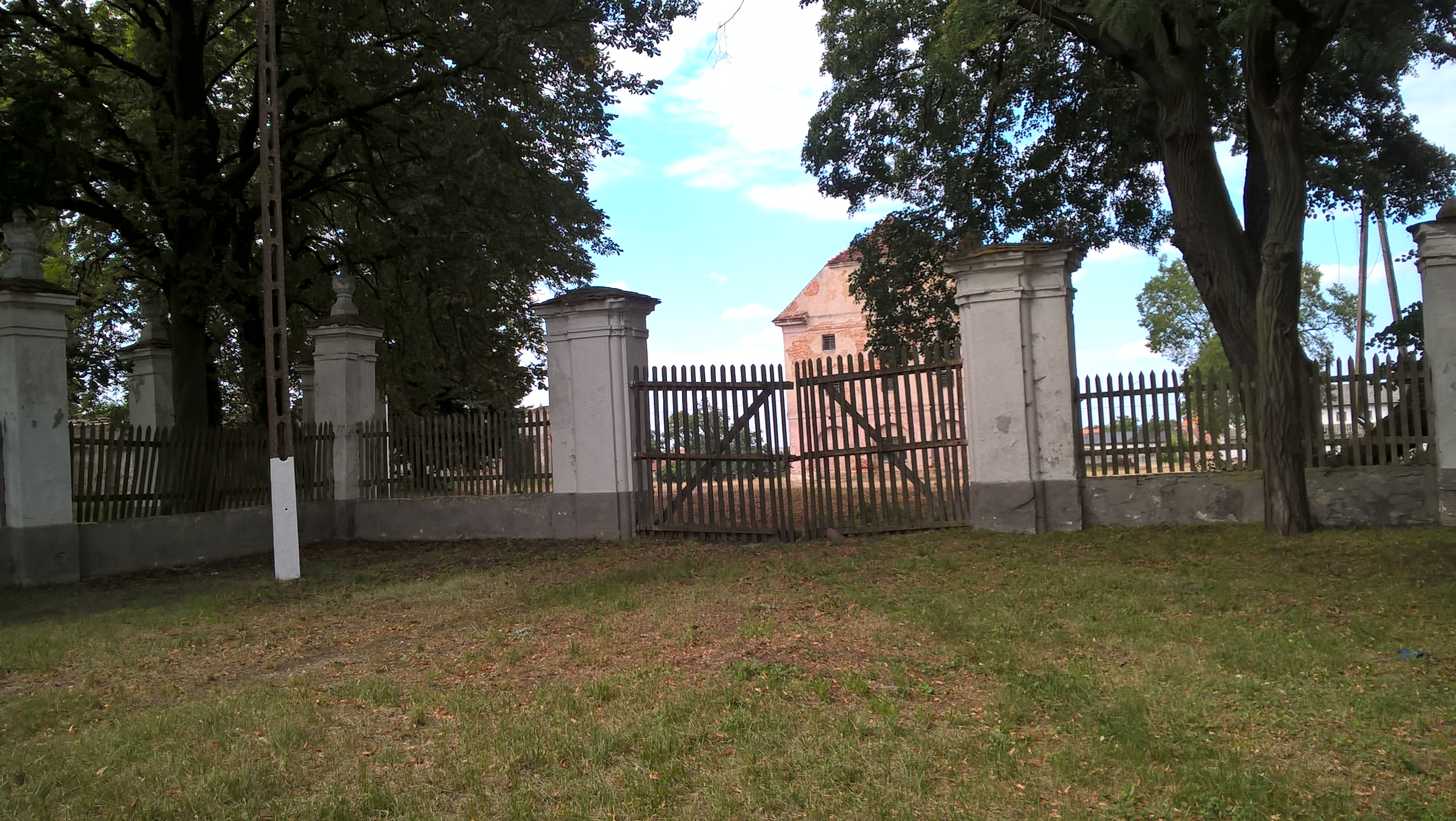
Dobrojewo – brama wjazdowa do folwarku południowa, w tle zabytkowy spichlerz

Oficyna Południowa – zbudowana w 1784 – 1786, parterowa, murowana i otynkowana, siedmioosiowa. Dach pokryty dachówką, czterospadowy. Nad wejściem balkon i lukarna, po obuj jej stronach kamienne wazony.

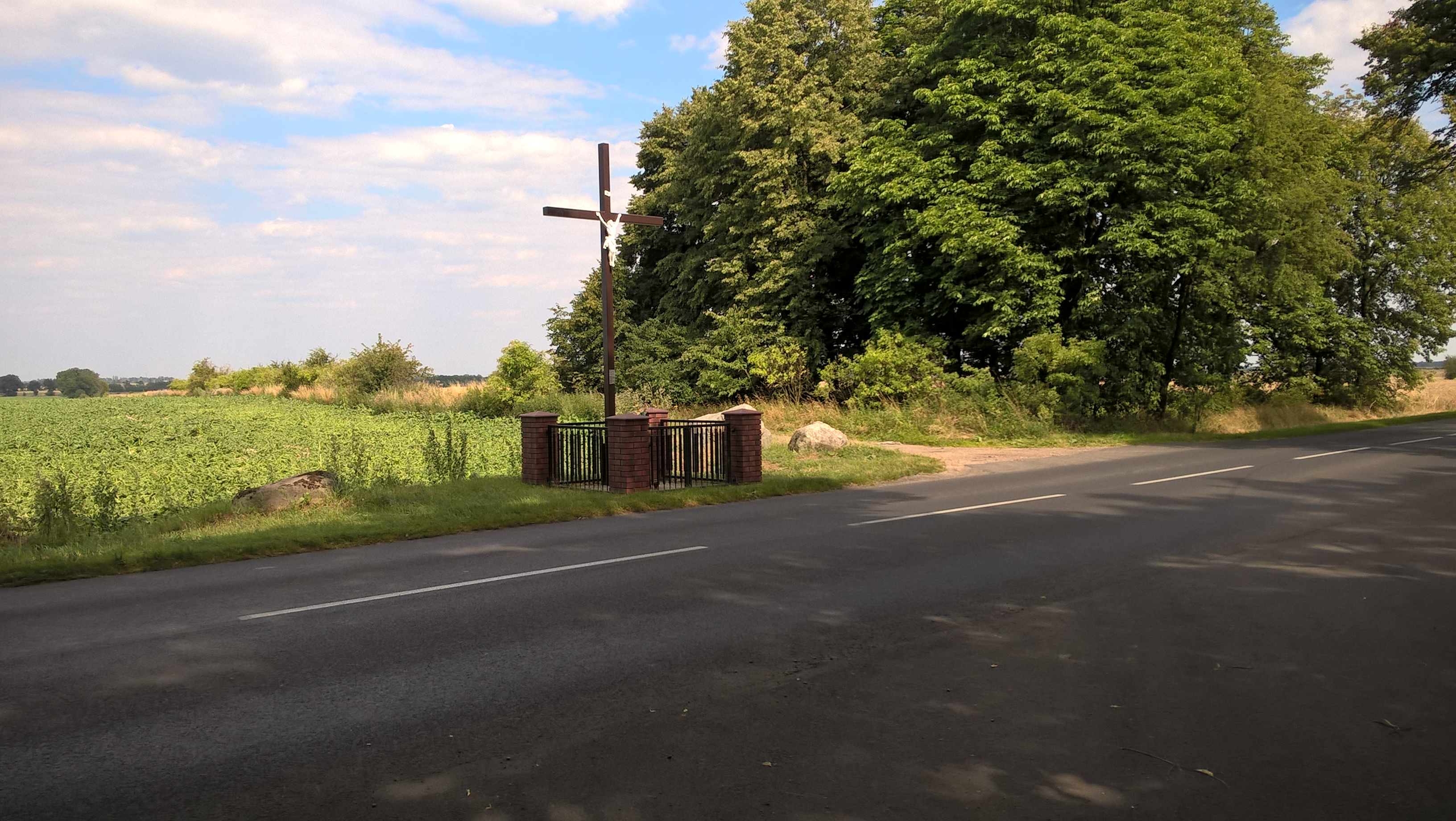
Dobrojewo – rzeźba Chrystusa ok. 1750 r. na drewnianym krzyżu z 1945 r.

Całość uzupełniał obszerny dziedziniec oraz ogród w stylu francuskim za pałacem założony w latach 1787–1788. Dziedziniec otoczony ogrodzeniem z ozdobną bramą wjazdową która również została zachowana. Brama zbudowana w stylu klasycystycznym równocześnie z pałacem w latach 1784–1786. Murowana i otynkowana, składa się z czterech kwadratowych słupów krytych dachówką. Na dwóch słupach wewnętrznych umiejscowiono dwie rzeźby wojowników z piaskowca. Z kolei na zewnętrznych słupach znajdują się wazony. Ogrodzenie znajduje się po obu stronach bramy, na murowanych słupach usytuowano wazony.

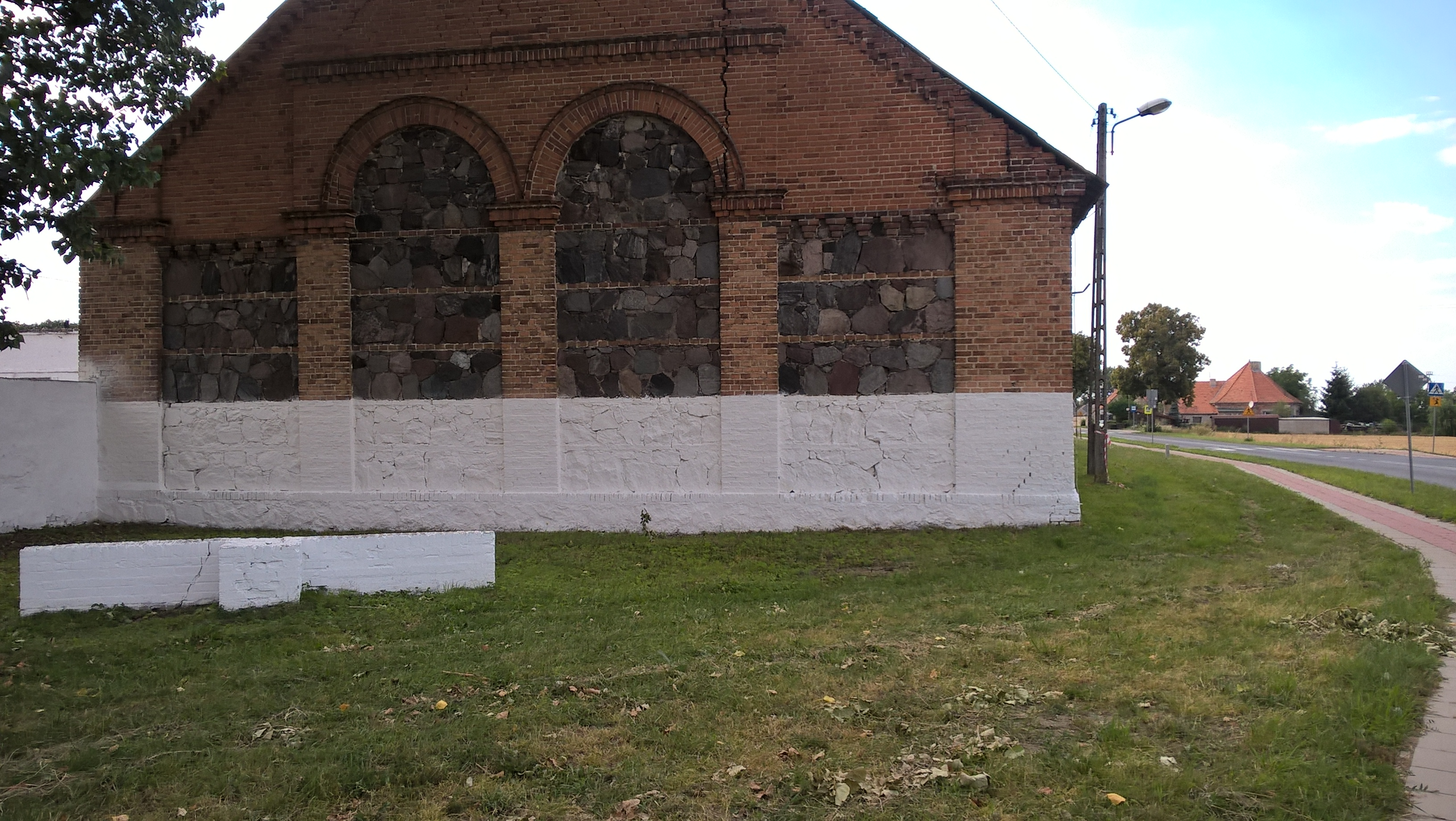
Dobrojewo – stodoła z kamienia polnego i cegły

W północno-wschodniej części dziedzińca zlokalizowano studnię o wysokości ok. 150 cm zbudowaną z kamienia polnego i zwieńczoną czterema wazonami.
Natomiast w przypadku zabudowań gospodarczych na uwagę zasługują:
- trzykondygnacyjny, późnoklasycystyczny, murowany spichlerz z 1 połowy XIX wieku,
- parterowa, murowana kuźnia z 1 połowy XIX wieku,
- stodoła zbudowana z kamienia polnego, z końca XIX wieku,
- piętrowa gorzelnia z kamienia polnego, z końca XIX wieku,
- brama wjazdowa do folwarku od strony południowej, zbudowana w latach 1784–1786, granicząca z ogrodzeniem dziedzińca, na murowanych słupach usytuowano wazony,
- brama wjazdowa do folwarku od strony północnej, zbudowana wraz ze stróżówką na początku XIX wieku, na murowanych słupach usytuowano wazony.

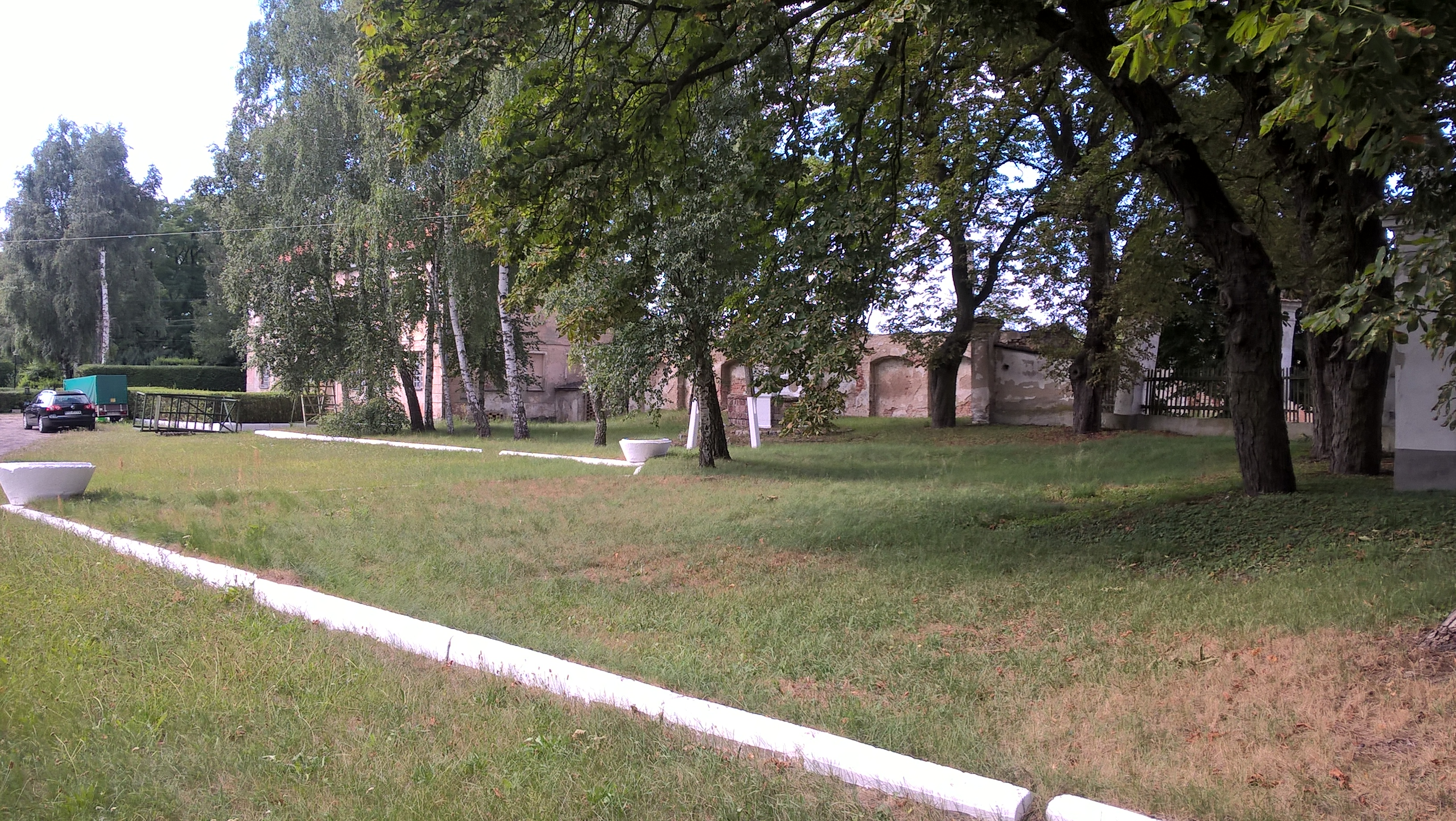
Dobrojewo – zespół pałacowy – oficyna południowa i studnia z kamienia polnego

Zabudowania pałacowe i folwarczne uzupełnia park krajobrazowy o powierzchni 8 ha założony w końcu XVIII wieku. W parku zachowały się resztki dawnego układu ścieżek. Dominują graby, lipy, kasztanowce, sosny i akacje, w zachodniej części parku okrągły staw otoczony grabami.
Obok oficyny północnej rośnie robinia o obwodzie 310 cm, w podwórzu gospodarczym lipa o obwodzie 434 cm. Od drogi wojewódzkiej 184 do pałacu aleja lipowo – grabowa (m.in. platan 234 cm obwodu). W drugą stronę przy drodze na Ordzin aleja kilkudziesięciu jesionów (wśród nich m.in. 360, 382, 398 cm obwodu). Druga aleja kilkudziesięciu jesionów znajduje się na południe od zabudowań pałacowych, przy drodze polnej do Wielonka (wśród nich m.in. 283, 295, 326 cm obwodu).
Pozostałe zabudowania
- Dom w centrum wsi (dawna szkoła), zbudowany ok. 1850 r., parterowy, dach kryty dachówką. Nad wejściem trójkątne ozdobne okno i oddzielny daszek[5].
- Dom w centrum wsi (młynek, dom młynarza), zbudowany w 1 połowie XIX wieku. na planie ośmioboku[5].

Kapliczki i krzyże
- rzeźba Św. Walentego (przy drodze wiejskiej do Binina) drewniana rzeźba z XVIII wieku, umieszczona w murowanej kapliczce z 1945 r. wysokość ok. 5m.[5][15][16],
- rzeźba Św. Wawrzyńca (przed budynkiem dawnej szkoły), kamienna rzeźba z XVIII wieku, umieszczona w murowanej kapliczce z 1945 r. wysokość ok. 4,5 m[5][15][16],
- rzeźba Chrystusa ok. 1750 r. na drewnianym krzyżu z 1945 r. (przy drodze do Ordzina)[5][15][16],
- rzeźba Chrystusa na krzyżu (przy drodze polnej do Wielonka),
- rzeźba Chrystusa na krzyżu (przy drodze polnej do Ostroroga),.

Fundatorem rzeźb Św. Walentego i Św. Wawrzyńca jest prawdopodobnie Adam Kwilecki, wskazuje na to m.in. okres z jakiego pochodzą i umiejscowienie blisko folwarku. Pierwotne kapliczki zostały zniszczone w czasie II wojny światowej, natomiast same rzeźby zostały uratowane przez mieszkańców.
Ponadto we wsi znajduje się głaz narzutowy, przy drodze do Oporowa. Dawny drogowskaz, napis na głazie – do Oporowa 1824 r.

## Czasy współczesne
We wsi znajduje się boisko piłkarskie, na którym swoje mecze rozgrywa klub piłkarski „Kamile Dobrojewo”. W 2016 roku w Dobrojewo utworzono ochotniczą straż pożarną. We wsi znajduje się również świetlica wiejska, plac zabaw i oczyszczalnia ścieków. W CEiDG zarejestrowanych jest 21 podmiotów.